# Chotěměřice
Chotěměřice (německy Chotomierschietz) je malá vesnice, část obce Hněvkovice v okrese Havlíčkův Brod. Nachází se asi 1,5 km na západ od Hněvkovic. V roce 2009 zde bylo evidováno 40 adres. V roce 2001 zde žilo 79 obyvatel.
Chotěměřice je také název katastrálního území o rozloze 2,3 km2.